# Aérodrome d'Inis Meáin

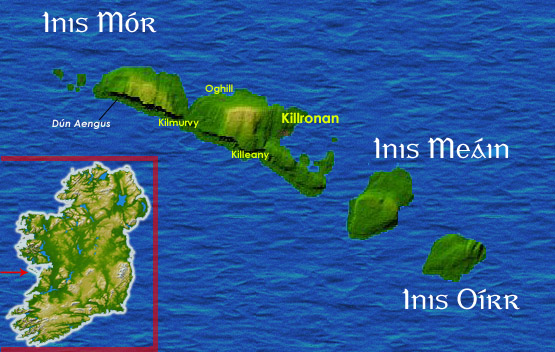
Carte des Îles Aran

L'aérodrome d'Inis Meáin/Inishmaan (code IATA : IIA • code OACI : EIMN) est situé sur l'île de Inis Meáin/Inishmaan (en irlandais : Inis Meáin), l'une des Îles d'Aran (Oileáin Árann) dans la baie de Galway au large de la côte du Comté de Galway, en Irlande. Cet aérodrome est agréé par les Services Aéronautiques du Ministère de l' Irish Aviation Authority.

## Situation
| Connemara Cork Donégal Dublin Inis Meáin Inis Mór Inis Oírr Kerry Knock Shannon Waterford |

## Compagnies aériennes et destinations
| Compagnies        | Destinations                                      |
| ----------------- | ------------------------------------------------- |
| Aer Arann Islands | Connemara, Inis Mór/Inishmore, Inis Oírr/Inisheer |